# Schmalturm

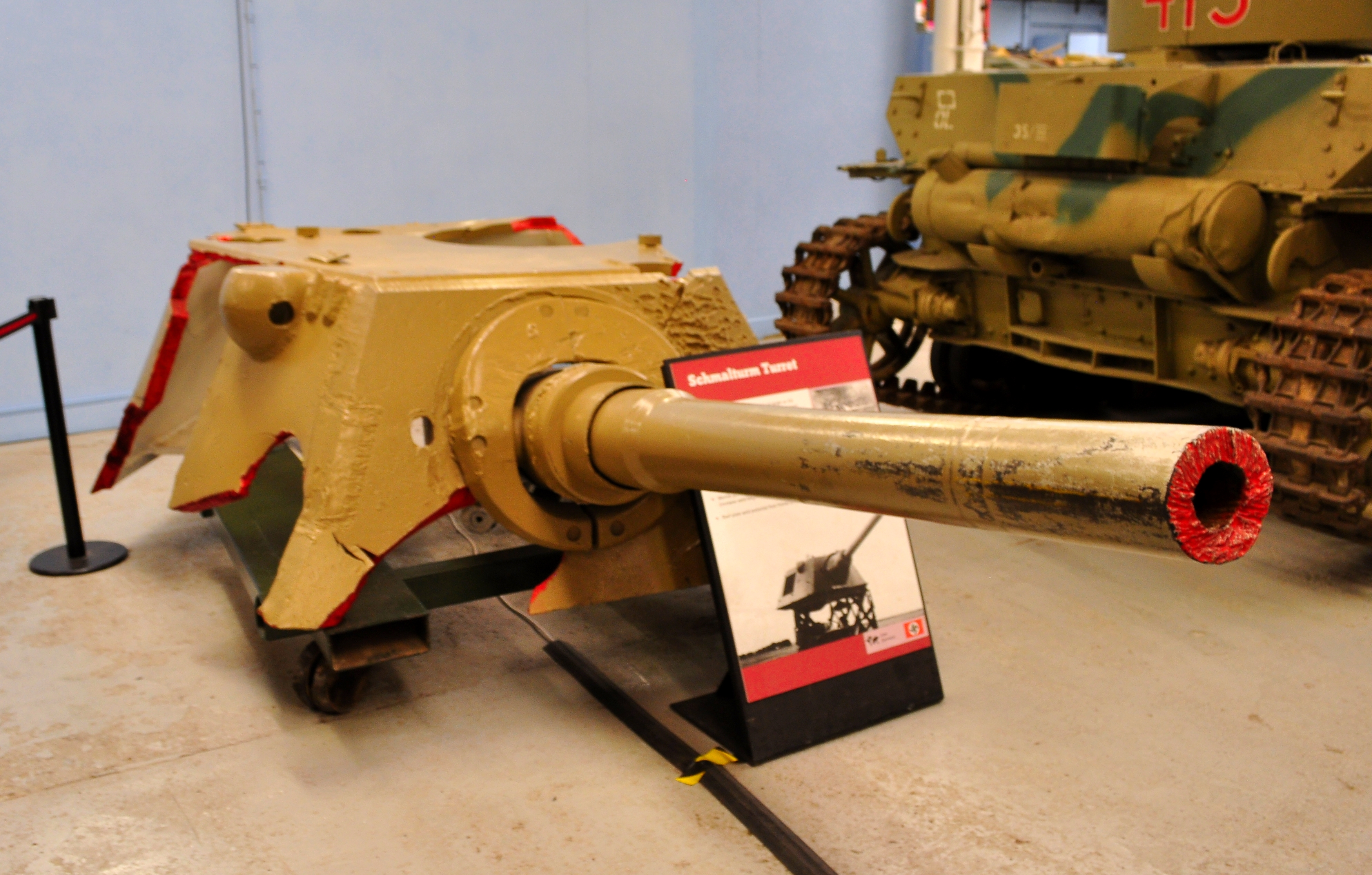
overblijfselen van de Schmalturm in The Tank Museum te Bovington Camp

Eind 1944 presenteerde Krupp enkele projecten om bewapening en bepantsering van tanks en tankjagers te verbeteren, waaronder de Schmalturm (smalle geschutskoepel) waar al een jaar door verschillende bedrijven aan gewerkt was. De Schmalturm zou in verscheidene vormen en maten moeten worden toegepast op verscheidene voertuigen, waaronder de Panzerkampfwagen V Panther. De geschutskoepel wordt gekenmerkt door een geringe breedte en een taps toelopende frontplaat. Het kanon was geplaatst in een kegelvormige kanonmantel.

## Versies
De Schmalturm werd gebruikt op de nieuwste tanks en tankprojecten.
De VK 4503 (Henschel), de latere Pz.Kpfw. VIB Königstiger (of Tiger II), was de enige in productie genomen tank met een Schmalturm.
Een kleiner model zou de geschutskoepel moeten worden voor de geplande Pz.Kpfw. V Panther Ausf. F en de Panther II. In het ontwerp van de originele geschutskoepel van de Panther zaten enkele fouten. Onder andere het gemis van een interne afstandsmeter en de geringe bepantsering van de geschutskoepel. Daarnaast ketste de kanonmantel veel schoten af die daarna in de dun bepantserde dakbepantsering belandden, met fatale gevolgen voor de bemanning.
Eind 1943 poogde Rheinmetall om de bepantsering van verscheidene tanks te verbeteren, waaronder die van de Panther. Enkele maanden later werd het project overgedragen aan Daimler-Benz en het ontwerp werd nog meer verbeterd. Het was een geavanceerd ontwerp, de geschutskoepel was veel smaller dan de reguliere Panther geschutskoepel, waardoor het een minder kwetsbaar doelwit werd. Ook werd de effectieve dikte van het pantser sterk verbeterd. De voorzijde had 120mm-pantser en een afschuining van 20°. Beide zijdes hadden een dikte van 60 mm en een afschuining van 25°. Het dak had een bepantsering van 40 mm. Het koepeltje voor de commandant werd verlaagd, in plaats daarvan kwam er een periscoop die kon worden gebruikt zonder het luik te openen. Daarnaast was er nog steeds voldoende ruimte voor de bemanning om comfortabel te werken. De massa van de koepel bleef vrijwel gelijk, maar de productietijd werd 30-40% korter. In de geschutskoepel zou hetzelfde kanon worden geplaatst als in de reeds in productie zijnde Panther, de 7,5 cm KwK 42. Dit was wel een nieuwe versie van het kruisvizier van de afstandsmeter. Dit was een nieuw systeem waarmee de Duitsers experimenteerden aan het begin 1945.
Op 23 januari 1945 werd er aangekondigd door WaPrüf 6 om de Schmalturm iets te wijzigen, zodat er een 88mm KwK 43 L/71 in gemonteerd kon worden. Dit is een van een aantal geavanceerde projecten van het Duitse opperbevel aan het eind van de Tweede Wereldoorlog, die vooral werden ontwikkeld omdat de situatie hopeloos was geworden voor Nazi-Duitsland. Ondanks de ondersteuning van Hitler is dit geavanceerde project niet verder gekomen dan een houten mock-up.
Eind 1944 stelde Krupp voor om dezelfde koepel als die van de Panther II op de Pz.Kpfw. IV Ausf. J te plaatsen. Dit voorstel is geschrapt, omdat het chassis door het gewicht werd overbelast en de productie van de Pz. IV werd uitgefaseerd.

## Overblijfselen
Enkele testkoepels zijn gebouwd en minstens twee koepels hebben de oorlog overleefd, de ene is naar de Verenigde Staten en de andere naar Verenigd Koninkrijk vervoerd, de laatstgenoemde werd na enige tijd gegeven aan The Tank Museum in Bovington Camp. Later werd de koepel weer meegenomen naar de Royal School of Artillery in het militaire kamp Larkhill (Salisbury Plain). Daar werd de koepel bij oefeningen beschadigd. Enkele jaren later werden de overblijfselen weer teruggebracht naar The Tank Museum, waar de koepel weer werd opgeknapt. Nu ligt hij in het museum tentoongesteld.